# Хазарский миф (происхождение ашкеназов)
Хазарская гипотеза происхождения евреев-ашкеназов, хазарский миф:369:VIII — устаревшая маргинальная историческая гипотеза, согласно которой евреи-ашкеназы преимущественно или в значительной степени являются потомками хазар, многоэтнического конгломерата в основном тюркских народов, которые в раннем Средневековье сформировали полукочевой Хазарский каганат на северном и центральном Кавказе, в Причерноморско-Каспийской степи и соседних регионах. Гипотеза утверждает, что после распада Хазарского каганата хазары бежали в Восточную Европу, став предками большей части евреев этого региона.

## Научные оценки
Средневековые источники, включая «Еврейско-хазарскую переписку», сообщения Иегуды Галеви и Авраама ибн Дауда, ряд других известий упоминают, что в VIII—IX веках небольшое число хазар обратилось в раввинистический иудаизм. Масштабы прозелитизма в Хазарском каганате остаются неопредёленными. Ещё менее определёнными являются единичные свидетельства, которые могут быть приняты как факты переселения хазар-иудеев в другие страны. Доказательства, используемые сторонниками связи ашкеназских общин с хазарами, скудны и допускают противоречивые интерпретации.

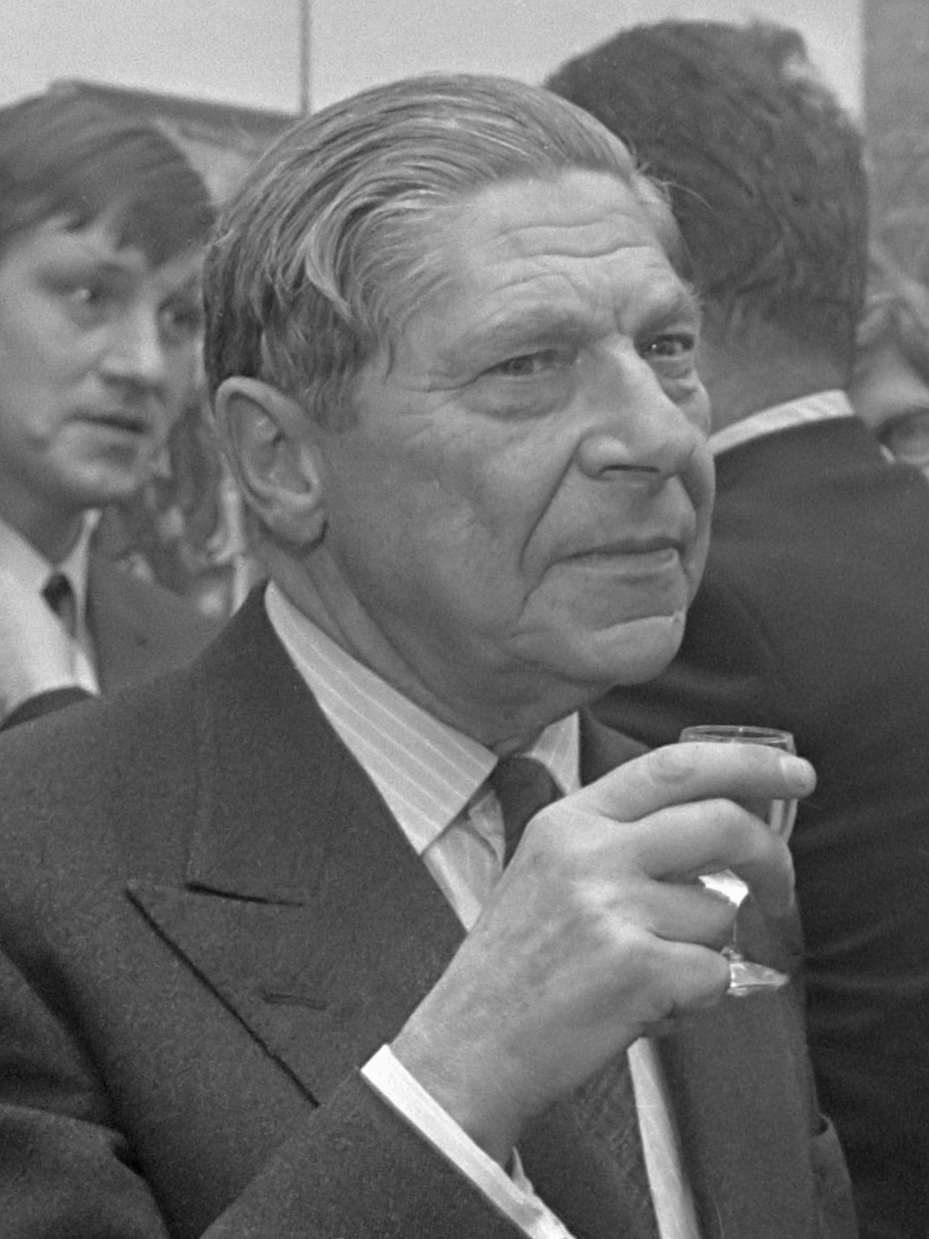
Артур Кëстлер

Хотя большинство современных генетиков, изучавших проблему, отвергают хазарско-ашкеназскую гипотезу, она имеет некоторое число приверженцев, в основном за пределами научной среды. В конце XIX века Эрнест Ренан и другие исследователи предположили, что ашкеназы Европы произошли от тюркских беженцев, мигрировавших из распавшегося Хазарского ханства на запад, в Европу, и сменили свой родной хазарский язык на идиш (язык германской группы), продолжая исповедовать иудаизм. Позднее хазарско-ашкеназская гипотеза периодически поднималась некоторыми исследователями. В частности, её отстаивал израильский историк-востоковед Авраам Поляк — автор первого в мире обобщающего исследования по истории хазар (1943). Семитскую принадлежность хазарских евреев он при этом под сомнение не ставил. Внимание значительно более широкой общественности эта гипотеза привлекла в результате публикации в 1976 году книги писателя Артура Кëстлера «Тринадцатое колено».
Опровержение хазарской гипотезы опирается на демографические и иные аргументы. В частности, указывается, что в основе языке идиш практически отсутствуют слова тюркоязычного происхождения, что, по мнению исследователей, показывает отсутствие влияния хазар на этногенез ашкеназов. 70 % лексики идиш — средненемецкие диалекты, 20 % — гебраизмы и 10 % — славянизмы. Это вполне соответствует академической версии, но совершенно необъяснимо по хазарской.
Французский лингвист Александр Бейдер писал, что «на основе анализа лингвистических и ономастических данных связь между ашкеназскими евреями, жившими в последние века в Восточной Европе, и их единоверцами их средневековой Хазарии практически не прослеживается».

### Генетические исследования
Генетические исследования евреев не обнаружили существенных доказательств хазарского происхождения ашкеназов. Дорон Бехар и другие генетики пришли к выводу, что такая связь маловероятна, отметив, что проверить хазарскую гипотезу с помощью генетики сложно, поскольку отсутствуют явные современные потомки хазар, но не нашли генетических маркеров у ашкеназов, которые связывали бы их с народами Кавказа или Хазарского региона в целом. Напротив, это и другие исследования обнаружили доказательства того, что ашкеназы имеют смешанное ближневосточное и южноевропейское / средиземноморское происхождение.
Опубликованные в 2010 году в ряде научных журналов, в том числе в авторитетном Nature, результаты генетических исследований утверждают, что полный вклад хазар в восточноевропейское еврейство менее 12,5 %. Профессор генетики Леонид Чернин отмечает, что в основном евреи принадлежат к гаплогруппам, распространённым на Ближнем Востоке (некоторые — преимущественно на Ближнем Востоке) и вклад хазар в еврейскую генетику большинством учёных считается «ничтожным». В августе 2012 года д-р Гарри Острер в своей книге «Наследие: генетическая история еврейского народа» обобщил свою и другие работы в области генетики за последние 20 лет и пришёл к выводу, что все основные еврейские группы имеют общее ближневосточное происхождение. Острер также утверждал, что опроверг хазарскую теорию происхождения ашкеназов. По оценке Николаса Уэйда, «ашкеназские и сефардские евреи имеют примерно 30 % европейского происхождения, а остальное — Ближний Восток». Далее он заметил, что «две общины очень похожи друг на друга генетически, что неожиданно, потому что они так долго были разъединены». В этой связи он указывает на выводы Ацмона о том, что «общие генетические элементы предполагают, что члены любой еврейской общины связаны между собой так же тесно, как четвероюродные или пятиюродные родственники в большой популяции, и вероятность такой связи примерно в 10 раз выше, чем между двумя людьми, взятыми наугад с улицы Нью-Йорка». В 2012 году генетический анализ показал также близость к ашкенази североафриканских евреев. В целом у ашкеназов больше общих линий с другими еврейскими и ближневосточными группами, чем с нееврейским населением в районах проживания евреев в Восточной и Центральной Европе.

## Антисемитизм
Гипотеза используется антисионистами с целью опровержения связи евреев с древним Израилем и следовательно наличия у них исторических прав на эту землю. Гипотеза играет роль в антисемитских идеях маргинальных групп американских расистов, русских националистов и движения «христианской идентичности». В частности, существует теория заговора о тайной власти евреев-хазар в сегодняшнем мире.
Работы Мориса Фишберга и Роланда Диксона использовались в расистской и религиозной полемической литературе сторонников британского израилизма в Великобритании и Соединённых Штатах. В частности, после публикации книги Бёртона Хендрика «Евреи в Америке» (1923) гипотеза стала пользоваться популярностью в 1920-х годах среди сторонников ограничения иммиграции, расовых теоретиков, включая Лотропа Стоддарда, сторонников антисемитских теорий заговора, таких как член Ку-клукс-клана Хирам Уэсли Эванс, и антикоммунистических полемистов, включая Джона О. Бити.
В 1938 году Эзра Паунд, в то время тесно связанный с фашистским режимом Бенито Муссолини, отправил запрос коллеге-поэту Луи Зукофски относительно хазар после того, как кто-то написал ему, что древние евреи вымерли, современные произошли от хазар. Он вернулся к этому вопросу в 1955 году, по-видимому, под влиянием книги «Факты есть факты», которая продвигала хазарско-еврейскую гипотезу и которая дала Паунду «несколько пикантных фрагментов». Этот буклет был написан Бенджамином Фридманом, католиком, перешедшим из раввинистического иудаизма, и представлял собой антисемитскую тираду, адресованную христианскому апологету Дэвида Гольдштейну после того, как последний обратился в католицизм.
Хазарско-ашкеназскую гипотезу разделял также Джон О. Бити, профессор древнеанглийского языка в Южном методистском университете. Бити был сторонником антисемитских взглядов и маккартистом. Он написал книгу «Железный занавес над Америкой» (Даллас, 1952). По его словам, «хазарские евреи несут ответственность за все беды Америки и всего мира», начиная с Первой мировой войны. Книга имела некоторое влияние, пока её идеи продвигал бывший брокер с Уолл-стрит и нефтяной магнат Дж. Рассел Магуайр. Аналогичную позицию занимал Уилмот Робертсон, взгляды которого повлияли на ультраправого политика Дэвида Дьюка. Влияние имел также британский писатель Дуглас Рид, в книге которого ашкеназы представлены как лжеевреи, потомки хазар:355.
На маргинальную гипотезу происхождения ашкеназов от хазар и ряд других маргинальных или ошибочных утверждений опирается книга историка Шломо Занда «Кто и как изобрёл еврейский народ», вышедшая в 2008 году. По мнению автора, еврейский народ изобрели сионисты с целью оправдать его присутствие на территории нынешнего Израиля, а ныне сионистские идеологи и историки скрывают от общественности «неудобные» факты, по мнению Занда, опровергающие существование еврейского народа. Утверждения автора, что историческая информация скрывалась от общественности интерпретированы как не соответствующие действительности и конспирологические. До публикации этой книги Занд не проводил исследований на тему истории евреев или иудаизма, а выводы, сделанные в этой книге, не публиковались в каком-либо научном журнале. Автор указывал на политические цели написания своей книги.